# Trang phục

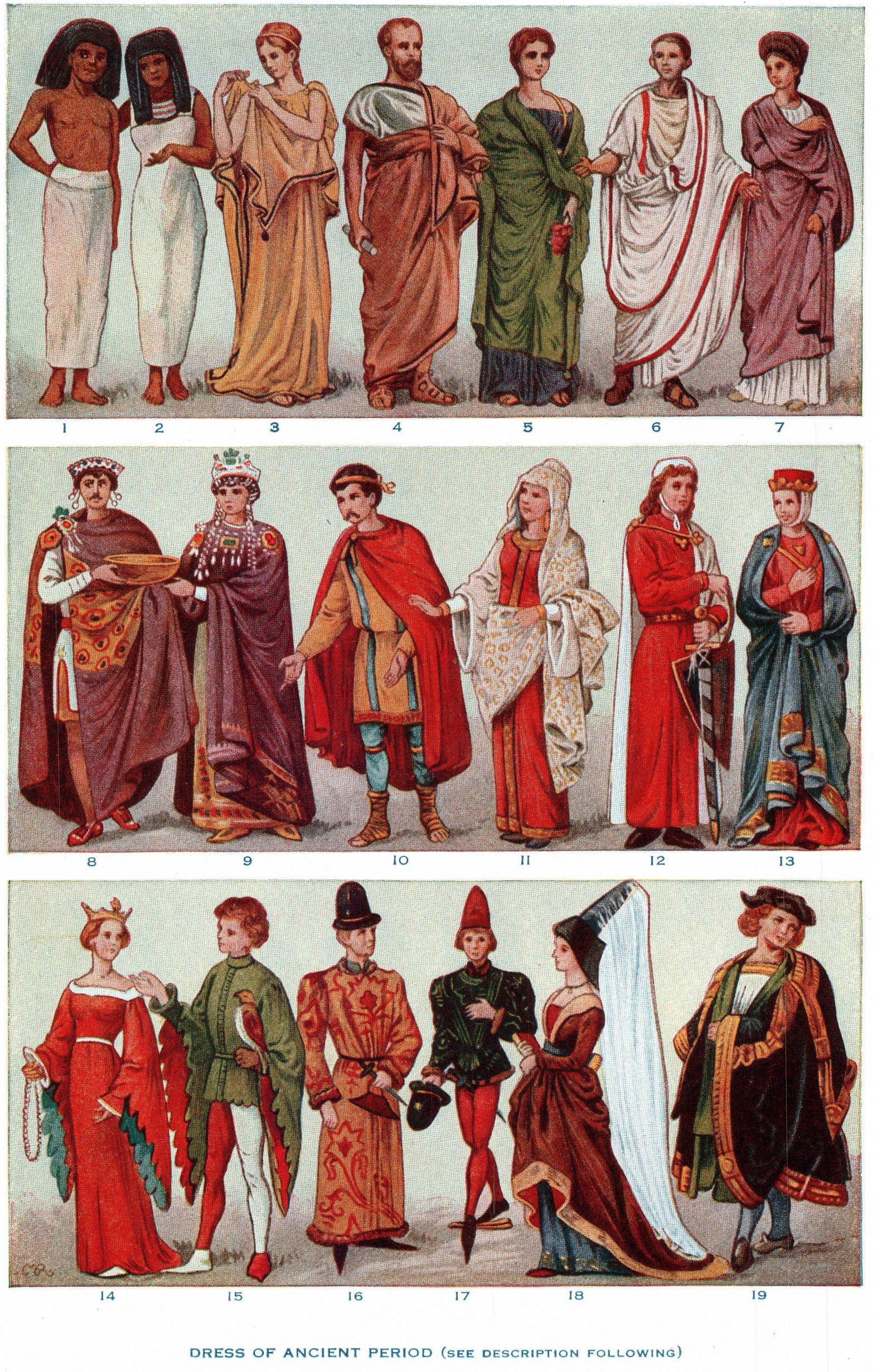
Trang phục trong lịch sử loài người, từ trên xuống dưới cho thấy Người Ai Cập, Người Hy Lạp cổ đại, Người Roman; Người Byzantine, Người Frank (Pháp); và Người Châu Âu từ thế kỷ thứ 13 đến thế kỷ thứ 15

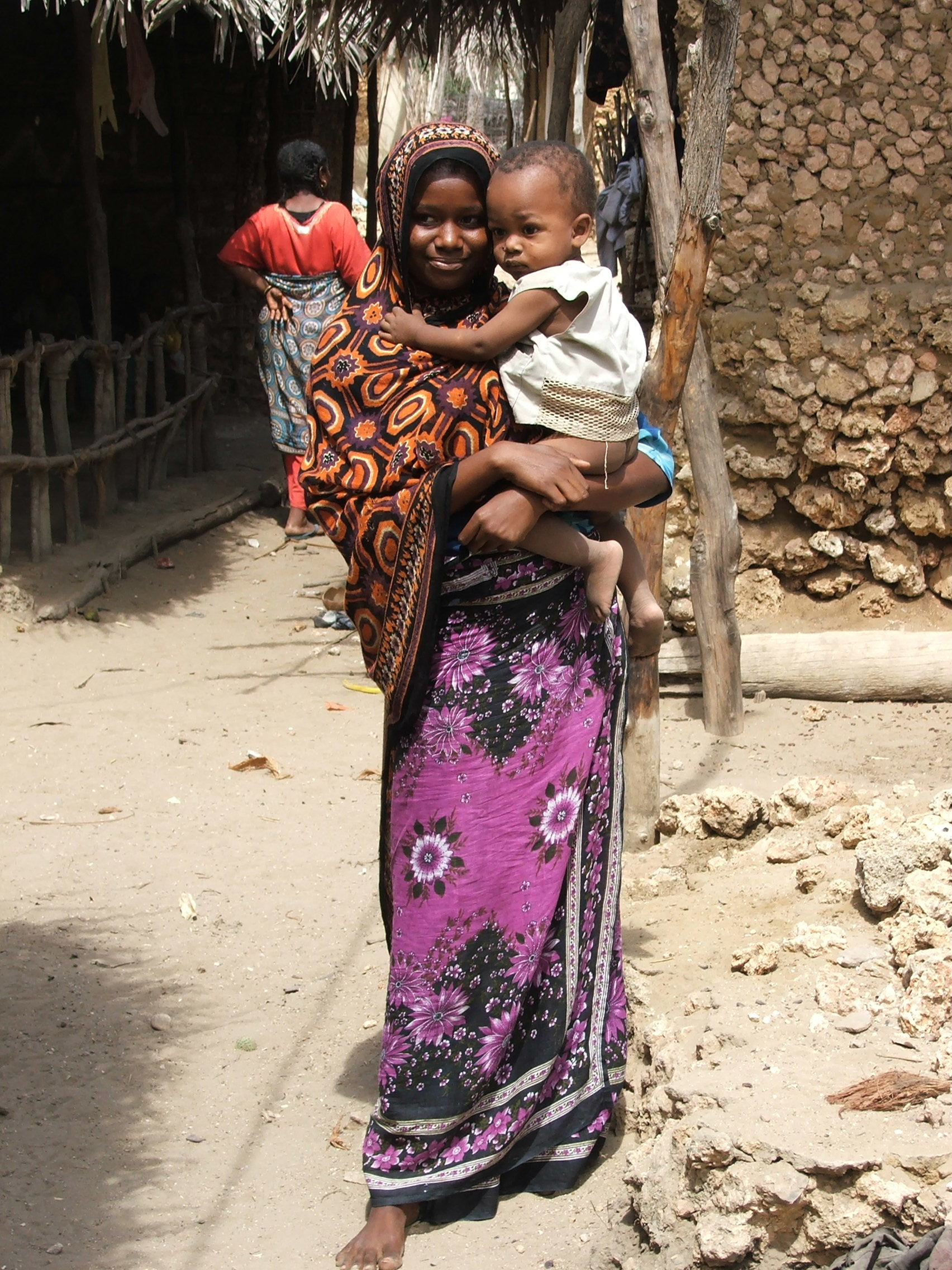
Một chiếc kanga, được mặc trên khắp vùng Hồ Lớn châu Phi

Trang phục (còn được gọi là y phục, quần áo, hay đồ mặc) là những đồ vật được mặc trên cơ thể người. Thông thường, quần áo được làm từ vải hoặc vải dệt, nhưng theo thời gian, quần áo bắt đầu được làm từ da động vật và các loại vật liệu lát mảnh khác và các sản phẩm tự nhiên được tìm thấy trong môi trường, ghép lại với nhau. Mặc quần áo hầu hết chỉ dành cho con người và là một đặc điểm của tất cả các xã hội loài người. Số lượng và loại quần áo mặc phụ thuộc vào giới tính, kiểu cơ thể, các yếu tố xã hội và địa lý. Quần áo che thân, giày dép che chân, găng tay che tay, mũ và đồ đội đầu che đầu. Kính mắt và đồ trang sức thường không được coi là quần áo, nhưng đóng một vai trò quan trọng trong thời trang để làm phục trang.
Quần áo phục vụ nhiều mục đích như: bảo vệ khỏi thời tiết, bề mặt thô ráp, đá sắc nhọn, thực vật gây ửng mẩn, côn trùng cắn, bằng cách tạo nên một rào cản giữa da và môi trường. Quần áo có thể cách nhiệt và chống lại các điều kiện thời tiết lạnh hoặc nóng, và nó có thể tạo một hàng rào vệ sinh, chắn các vật liệu lây nhiễm và độc hại cách xa cơ thể. Nó có thể bảo vệ bàn chân khỏi chấn thương và khó chịu hoặc tạo điều kiện thuận lợi cho việc di chuyển trong các môi trường khác nhau. Quần áo cũng giúp bảo vệ khỏi bức xạ cực tím. Nó có thể được sử dụng để chống chói loá hoặc gia tăng thị lực trong những môi trường khắc nghiệt, chẳng hạn như mũ có vành. Quần áo được sử dụng để bảo vệ khỏi bị thương trong một số công việc và nghề nghiệp cụ thể, trong thể thao, và chiến tranh. Kèm với túi, thắt lưng hoặc vòng, quần áo có thể tạo cách để mang theo đồ vật trong khi không cần đến bàn tay.
Quần áo cũng có các vai trò xã hội quan trọng. Mặc quần áo là một chuẩn mực xã hội có thể thay đổi. Nó có thể ám chỉ sự đứng đắn. Không có quần áo trước mặt người khác có thể làm dấy lên sự xấu hổ. Ở nhiều nơi trên thế giới, việc không mặc quần áo nơi công cộng để lộ bộ phận sinh dục, ngực, hoặc mông có thể bị coi là hành vi phơi bày khiếm nhã. Việc che phủ vùng mu hoặc bộ phận sinh dục là mức tối thiểu thường thấy nhất giữa các nền văn hóa khác nhau bất kể khí hậu, ngụ ý rằng các quy ước xã hội là cơ sở của phong tục. Quần áo cũng có thể được sử dụng để thể hiện địa vị xã hội, sự giàu có, bản sắc nhóm, và nét cá tính.
Một số loại thiết bị bảo hộ cá nhân thì tương đương với quần áo, chẳng hạn như bộ quần áo buồng hơi, quần cao bồi, hoặc áo khoác trắng của bác sĩ; các loại quần áo khác cũng xuất hiện trong các công việc bảo dưỡng và làm sạch tương tự (găng tay đấm bốc vừa có chức năng là thiết bị bảo vệ và vừa là vũ khí sát thương, vì vậy khía cạnh làm trang bị sẽ bao trùm lên trên khía cạnh làm quần áo, tức găng tay). Các dạng thiết bị bảo hộ chuyên dụng hơn, chẳng hạn như tấm che mặt, được phân loại là các phụ kiện bảo vệ. Xét nghĩa rộng nhất, bộ đồ lặn hoặc bộ đồ vũ trụ bao bọc toàn thân là những bộ đồ che phủ cơ thể ôm thân, và giống một kiểu váy hơn là quần áo, đồng thời có đủ công nghệ cao để trở thành một công cụ hơn là một loại quần áo. Cách phân loại này sẽ tiếp tục trở nên tối nghĩa hơn, khi mà công nghệ có thể đeo mặc có thêm các thiết bị hỗ trợ trực tiếp vào chính mảnh vải; những cải tiến cho phép điều này là đồ điện tử tiêu thụ điện năng cực thấp và điện tử dẻo mềm.
Quần áo cũng kết hợp để trở thành một hệ thống vận chuyển cá nhân (giày trượt băng, giày patanh, quần túi hộp, các thiết bị sinh tồn ngoài trời khác, ban nhạc một người) hoặc một hệ thống che giấu (ảo thuật sân khấu, lớp đệm lót hoặc túi ẩn khi hoạt động gián điệp, bao súng để mang vác ẩn khuất, áo khoác chứa hàng buôn trên thị trường chợ đen—nơi mà quần áo thường được sử dụng để ngụy trang). Một phương thức ăn mặc phù hợp với mục đích hoạt động, cho dù là phù hợp phong cách hay chức năng, được gọi là một bộ trang phục hoặc một bộ quần áo.